# 乞食谷戶
乞食谷戶（日語：乞食谷戸 こじきやと）是戰前日本的一個龐大貧民區，位置於現代的神奈川縣橫濱市南區與保土谷區低地。有指此地是日本史上最大的貧民區。也有豚谷戶等別稱。

## 歷史
日本明治時代最大規模的貧民區並非位於首都東京，而是於新興都市橫濱。乞食谷戶本來已具一定規模，而當橫濱港對外開放後，東京地區的貧窮人等開始流入乞食谷戶，貧民區因而不斷擴大。一般認為當時東京發展得越快、貧富越是懸殊，貧民區就會越是擴大。隨着貧民區規模變大，和朝鮮人和麻瘋病患者等社會弱勢社群湧入，乞食谷戶變成人口極為密集的地區。
乞食谷戶隨着1923年的關東大地震發生逐漸縮小，至昭和時代初期得以瓦解。